# Urcabustaiz
Urcabustaiz (oficialmente en euskera: Urkabustaiz) es un municipio y localidad española de la provincia de Álava, en la comunidad autónoma del País Vasco. Cuenta con una población de 1462 habitantes (INE 2024).

## Toponimia
El nombre de Urcabustaiz está formado por los de Urcaerria (Urkaerria) y Bustaiz, dos antiguas comunidades que se fusionaron para dar lugar a la hermandad de Urcabustaiz.
Urcaerria comprendía los pueblos situados más al norte que quedaban en la vertiente cantábrica mientras que los de Bustaiz situados algo más al sur, quedaban en la vertiente mediterránea. Urkaerria se puede traducir como "el pueblo de la cascada".
En 1995 se cambió oficialmente la forma tradicional del nombre Urcabustaiz, por la de la Urkabustaiz que es el mismo pero con la ortografía del euskera.

## Geografía
El municipio forma una meseta elevada con alturas poco sobresalientes. Los elementos de relieve más significativos son: al suroeste la sierra de Guivijo (altitud media de unos 800 m, y altitud máxima en el alto de Txobita, con 878 m), y el valle de Altube al noreste del municipio, que sirve de separación con el macizo del Gorbea. Destaca por su espectacularidad la cascada de Gujuli.
Urcabustaiz está atravesado por la divisoria de aguas cantábrico-mediterránea, que divide casi al 50 % la superficie del municipio. La parte norte del municipio vierte sus aguas al Cantábrico y la meridional al Mediterráneo. Los ríos más significativos son el río Altube, en la vertiente cantábrica y el Bayas en la vertiente mediterránea. La Zona de Especial Conservación (ZEC) robledales-isla de Urcabustaiz, catalogada como Lugar de Importancia Comunitaria (LIC) de la red Natura 2000 y perteneciente a la región biogeográfica atlántica, está situada principalmente en este municipio.

### Localidades limítrofes
Urcabustaiz limita al norte con los municipios de Zuya y Amurrio, al sur con Cuartango, al este con Zuya y al oeste con Amurrio y el exclave vizcaíno de Orduña.

### Concejos
Forman el municipio 12 pueblos divididos en 10 concejos o juntas administrativas. Su población en 2019 es la siguiente:
- Abecia (oficialmente Abezia), 41 hab.
- Abornicano (oficialmente Abornikano), 61 hab.
- Belunza (oficialmente Beluntza), 32 hab.
- Gujuli-Ondona (oficialmente Goiuri-Ondona), formado por la unión de los pueblos de:
  - Gujuli (en euskera y oficialmente Goiuri); 58 hab
  - Ondona, hab.
- Inoso, 26 hab.
- Izarra. Es el pueblo más grande de Urcabustaiz. Cabecera del municipio. Tiene 1.028 habitantes.
- Larrazcueta (oficialmente Larrazkueta), 14 hab.
- Oyardo (oficialmente Oiardo), 35 hab.
- Unzá-Apreguíndana (oficialmente Untzaga-Apregindana/Unzá-Apreguíndana), formado por la unión de los pueblos de:
  - Apreguíndana (en euskera y oficialmente Apregindana);
  - Unzá (en euskera y oficialmente Untzaga), 54 hab.
- Uzquiano (oficialmente Uzkiano), 19 hab.

## Demografía
Urcabustaiz cuenta con una población de 1462 habitantes (INE 2024).
| Gráfica de evolución demográfica de Urcabustaiz entre 1842 y 2021 |
| |
| Población de derecho según los censos de población del INE Población de hecho según los censos de población del INEEn estos censos se denominaba Urcabustaiz: 1842, 1857, 1860, 1877, 1887, 1897, 1900, 1910, 1920, 1930, 1940, 1950, 1960, 1970, 1981 y 1991 |

| Gráfica de evolución demográfica de Urcabustaiz entre 1988 y 2008 |
|                                                                   |

## Economía
Municipio de economía predominantemente ganadera y agrícola que en las últimas décadas se ha complementado con la introducción de la industria, destacando la industria química (Trelleborg-Ibercaucho), así como varias empresas del sector agroalimentario de formato familia
El sector industrial se ubica en los dos polígonos industriales que tiene Izarra, Landaberde, que acoge a empresas importantes de diversos sectores, y Martasolo, con más de 41.000 m2 para instalar empresas.
En el sector servicios destaca la existencia de una decena de establecimientos hosteleros, cuatro pequeños comercios y tres de agroturismo.
El último estudio elaborado para la Agenda Local 21 revela alrededor de un 60 % para el sector servicios, un 10 % para industria, otro 10 % para la ganadería agricultura, estando el otro 20 % repartido en otros sectores.
Según el censo agrario de 1972, en este ayuntamiento había 177 explotaciones agrícolas, 12 de menos de 5 ha, 18 de 0,5 a 0,9 ha, 38 de 1 a 5 ha, 62 de 5 a 20 ha, 37 de 20 a 100 ha, 10 de 100 y más ha El régimen de tenencia era el siguiente: Propiedad: 2094 ha; Arrendamiento: 569 ha; Aparcería: - ha; Otras: 3177 ha, 3532 parcelas son menores de 1 ha, 297 de 1 y menores de 5 ha, 201 de 5 ha y mayores. Poseía 2919 ha de monte de utilidad pública y 1448 de monte particular. En 1986, con el ingreso en el Mercado Común, fue declarado este municipio «zona de montaña» haciéndose acreedor a un subsidio del 35 % sobre el proyecto de desarrollo integral del mismo. Explotaciones agrícolas en 1989 (iguales o superiores a 0,1 ha). Total: 124, 77 de ellas con ganadería.
Desde el punto de vista comercial Urcabustaiz gravita entre las áreas de Bilbao y Vitoria.

## Administración y política
Tras las elecciones municipales de mayo de 2011 la corporación municipal de Urcabustaiz quedó compuesta por: La coalición independentista Bildu con 334 votos (46,91 %) y 5 concejales, EAJ-PNV con 291 votos (40,87 %) y 4 concejales, el PP con 38 votos (5,34 %) y 0 concejales y el PSE-EE con 19 votos (2,67 %) y 0 concejales. La alcaldía correspondió a José Antonio López de Bildu.
Tras las elecciones de 2015, aunque EH Bildu fue la opción más votada, el PNV gracias al apoyo de Urkabustaiz Zabala accedió a la alcaldía.
Tras las elecciones municipales de 2019 EH Bildu logró la alcaldía con mayoría absoluta logrando 5 concejales (373 votos) y el PNV logró 4 concejales (339 votos). 
| Partido político                                              | 2019  | 2019       | 2015  | 2015       | 2011  | 2011       | 2007  | 2007       | 2003        | 2003        | 1999  | 1999       | 1995  | 1995       |
| Partido político                                              | %     | Concejales | %     | Concejales | %     | Concejales | %     | Concejales | %           | Concejales  | %     | Concejales | %     | Concejales |
| Euskal Herria Bildu (EH Bildu)-Bildu                          | 48,01 | 5          | 43,85 | 4          | 46,91 | 5          | —     | —          | —           | —           | —     | —          | —     | —          |
| Euzko Alderdi Jeltzalea-Partido Nacionalista Vasco (EAJ-PNV)  | 43,63 | 4          | 41,24 | 4          | 40,87 | 4          | 39,36 | 4          | 68,41       | 6           | 39,18 | 3          | 46,46 | 4          |
| Partido Socialista de Euskadi-Euskadiko Ezkerra (PSE-EE PSOE) | 3,60  | 0          | 0,83  | 0          | 2,67  | 0          | 10,04 | 1          | 5,94        | 0           | 2,08  | 0          | —     | —          |
| Partido Popular del País Vasco (PP)                           | 1,16  | 0          | 2,21  | 0          | 5,34  | 0          | 10,15 | 1          | 21,85       | 1           | 19,96 | 2          | 16,16 | 1          |
| Urkabustaiz Zabala                                            | —     | —          | 9,24  | 1          | —     | —          | —     | —          | —           | —           | —     | —          | —     | —          |
| Eusko Alkartasuna (EA)                                        | —     | —          | —     | —          | —     | —          | 37,13 | 3          | Con PNV     | Con PNV     | 8,77  | 0          | 10,71 | 0          |
| Euskal Herritarrok (EH)-Herri Batasuna (HB)                   | —     | —          | —     | —          | —     | —          | —     | —          | Ilegalizado | Ilegalizado | 28,36 | 2          | 22,42 | 2          |
| Unidad Alavesa (UA)                                           | —     | —          | —     | —          | —     | —          | —     | —          | 2,14        | 0           | —     | —          | 3,23  | 0          |

## Cultura

### Euskera
En el 2016 el 48,3 % de la población de Urcabustaiz era euscaldún (vascoparlante).

### Escuela de Música de Urkabustaiz
La Escuela de Música de Urkabustaiz, U.M.E, inició su andadura en el curso 1995‐1996 de la mano del Ayuntamiento de Urkabustaiz. En dicho curso se impartieron las asignaturas de lenguaje musical, acordeón, guitarra, trikitixa, pandero y conjunto coral.
En 1999 fue autorizada por el Departamento de Educación, Universidades e Investigación del Gobierno Vasco y comenzó a impartir enseñanza no reglada.

### Fiestas
Las Fiestas Patronales de Izarra, en honor de Nuestra Señora la Virgen del Rosario, se celebran el primer fin de semana de octubre, coincidiendo con el santoral de la Patrona. Son las fiestas de mayor arraigo e importancia del municipio al ser Izarra la capital administrativa de Urcabustaiz.
Estas fiestas patronales tienen un origen religioso, por lo que se venera a su Patrona mediante los oficios religiosos. La culminación de éstos se encuentra en la Misa Mayor del domingo en la que los feligreses al oír el volteo de campanas del mediodía acuden a la Iglesia cuya titular es la Virgen del Rosario. Allí imploran a su Señora para que les proteja durante todo el año siguiente. El acto religioso alcanza su momento más solemne cuando el Coro de Izarra despide junto al resto de los presentes a su Virgen del Rosario al son del Agur Jesusen Ama. Ya en el exterior del templo los Txistularis del Ayuntamiento y el Grupo de Danzas del pueblo le rinde honores para finalmente ser devuelta a su Altar.

## Personas destacadas
- José de Amézola, jugador de pelota vasca, fue el primer español en ganar una medalla olímpica, en los Juegos Olímpicos de 1900 junto a Francisco Villota.